# Beatrix Štaufská
Beatrix Štaufská (duben/červen? 1198 Worms – 11. srpna 1212 Braunschweig) byla v roce 1212 jako manželka císaře Oty IV. císařovnou Svaté říše římské a německou královnou z dynastie Štaufů.

## Život
Beatrix se narodila jako nejstarší dcera římského krále Filipa Švábského, syna Fridricha Barbarossy a Ireny, dcery byzantského císaře Izáka II. Okolo roku 1203 byla zasnoubena s bavorským falckrabětem Otou VIII. z Wittelsbachu. Filip Švábský roku 1207 změnil názor a dceřino zasnoubení zrušil, což se mu možná stalo osudným. Cestou do Saska se Filip zastavil v Bamberku a tam byl při odpoledním odpočinku falckrabětem Otou zavražděn. Otovi se podařilo v nastalém zmatku společně se svými druhy uprchnout. Ovdovělá královna Irena zemřela o dva měsíce později v důsledku porodu a osiřelé dívky byly na čas umístěny do klášterního ústraní.
11. listopadu 1208 byla Beatrix ve Frankfurtu zasnoubena s Otou IV. Brunšvickým, znovuzvoleným římským králem, otcovým dlouholetým rivalem o trůn Svaté říše římské. Ota převzal od biskupa Konráda ze Špýru i opatrovnictví desetileté nevěsty a také celé její dědictví. 24. května 1209 byla po získání papežského dispenzu stvrzena dohoda o sňatku. Svatba proběhla 23. července 1212 v Nordhausenu a Ota kvůli svatebnímu veselí opustil vojenský tábor a věnoval se své mladičké nevěstě.
Beatrix krátce po manželově návratu zpět k vojákům zemřela a nečekanou smrt se nepodařilo utajit. Ovdovělého Otu následně v probíhajícím konfliktu s Fridrichem Štaufským v noci opustily švábské a bavorské oddíly.
Mladá královna byla pohřbena v katedrále sv. Blažeje v Braunschweigu.